# تيبريوس الثاني
تيبريوس الثاني قسطنطين (باللاتينية: Constantinus، باليونانية البيزنطية: Τιβέριος Κωνσταντῖνος) (ولد 520-توفي 14 أغسطس 582) هو إمبراطور رومانيّ شرقيّ خلال الفترة من عام 574 وحتى عام 582. ثم وصل تيبريوس إلى السلطة في عام 574 عندما أعلن جستين الثاني، قبل انهياره العقلي، تيبريوس قيصرًا وتبناه ابنًا له. في عام 578 منحه جستين الثاني، قبل وفاته، لقب أغسطس، والذي حكم بموجبه حتى وفاته في 14 أغسطس عام 582.

## بداية مسيرته
وُلِد تيبريوس في تراقيا في منتصف القرن السادس، وعُين في منصب كاتب العدل. هناك، في وقت ما بعد 552، قدمه البطريرك أتيكيوس إلى الإمبراطور المستقبلي، جستين الثاني، وأصبحا صديقين حميمين. تحت رعاية جستين، رُقي تيبريوس إلى منصب إكسبيتورز كامز، الذي شغله منذ نحو عام 565 وحتى عام 574. كان حاضرًا أثناء تولي جستين الإمبراطورية في 14 نوفمبر عام 565 وحضر أيضًا تنصيبه كقنصل في 1 يناير عام 566.
توقف جستين عن تسديد الدفعات إلى الآفار، التي طبقها سلفه جستينيان. في عام 569 عُين تيبريوس في منصب القائد العسكري الأعلى، مع تعليمات للتعامل مع الآفار ومطالبهم. بعد سلسلة من المفاوضات، وافق تيبريوس على السماح للآفار بالاستقرار في الأراضي الرومانية في البلقان، مقابل احتجاز رهائن من الذكور من مختلف رؤساء الآفار. لكن جستين رفض الاتفاق، وأصر على أخذ رهائن من عائلة آفار خان نفسه. رُفض هذا الشرط من قبل الآفار ولذلك حشد تيبريوس للحرب.[بحاجة لمصدر]

## حرب الآفار سنة 570
في عام 570 هُزم جيش الآفار في تراقيا وعاد إلى القسطنطينية. أثناء محاولته متابعة هذا النصر في أواخر عام 570 أو مستهل عام 571، هُزم تيبريوس في معركة نجا فيها بصعوبة من الموت، وفر جيشه من ساحة المعركة. بالموافقة على الهدنة، قدم تيبريوس مرافقة لمبعوثي الآفار لمناقشة شروط المعاهدة مع جستين. في أثناء عودتهم، تعرض مبعوثو الآفار للهجوم والسرقة من قبل رجال القبائل المحليين، ما حثهم على مناشدة تيبريوس للحصول على المساعدة. تعقب المجموعة المسؤولة وأعاد البضائع المسروقة.
في عام 574 أصيب جستين بانهيار عقلي، ما أجبر الإمبراطورة صوفيا على اللجوء إلى تيبريوس لإدارة الإمبراطورية، التي كانت تحارب الفرس في الشرق وتتعامل مع الأزمة الداخلية للطاعون. لتحقيق قدر الراحة، وافق تيبريوس وصوفيا على هدنة لمدة عام واحد مع الفرس، بتكلفة 45,000 نوميسماتا. في 7 ديسمبر 574، في واحدة من أكثر لحظاته وعيًا، أعلن جستين تيبريوس قيصرًا وتبناه بوصفه ابنًا له. أضاف تيبريوس اسم قسطنطين إلى اسمه. على الرغم من أن منصبه أصبح رسميًا، لكنه بقي تابعًا لجستين. كانت صوفيا مصممة على البقاء في السلطة وأخضعت تيبريوس لرقابة شديدة حتى وفاة جستين في عام 578.

## ترقيته إلى قيصر (574-578)
في اليوم التالي لتعيينه قيصرًا، خفت حدة الطاعون، ما أعطى تيبريوس حرية حركة لم يكن جستين قادرًا على تحقيقها. رسم تيبريوس أيضًا مسارًا مختلفًا تمامًا عن سلفه وشرع في إنفاق الأموال التي احتفظ بها جستين بإصرار من أجل الدفاع عن حدود الإمبراطورية وكسب السكان الذين انقلبوا عليه. وفقًا لبولس الشماس، وجد تيبريوس كنزين: كنز نارس، وكنز الذكرى المئوية الألف: 100,000 رطل من الذهب أو 7,200,000 صوليدوس (نوميسماتا)، تحت البلاطة. سُلمت الكنوز للفقراء، فذُعرت صوفيا.
إلى جانب التبرعات السخية شرع أيضًا في خفض عائدات الدولة من خلال إلغاء الضرائب المفروضة على النبيذ والخبز والتي أقرها جستينيان الأول. واصل الحظر الرسمي على بيع مناصب الحكام، والذي حظي بشعبية كبيرة. تفاوض أيضًا على هدنة مع الآفار، ودفع لهم 80 ألف نوميسماتا سنويًا، فوافق الآفار على الدفاع عن حدود نهر الدانوب، ما سمح لتيبريوس بنقل القوات عبر الشرق من أجل استئناف مخطط الصراع ضد الفرس.

## حكمه
سيطر تيبريوس الثاني على الإمبراطورية البيزنطية في العام 574 م، بعدما أصبح جستن الثاني مجنونًا، فكي يزيد من شعبيته، بدأ بصرف المال الذي خزّنه جوستن في خزانته فورًا. ثم وبينما كان جستن حيًّا، هجم جنرال تيبريوس وموريس على الفرس وهزمهم في أرمينيا.
أصبح تيبريوس إمبراطورًا في العام 578 م، ومدد نشاطاته العسكرية إلى بقايا الإمبراطورية الغربية.

## وفاته
مرض تيبريوس في العام 582م، وتوفي مسمومًا في آب (أغسطس) من العام نفسه، ليصبح موريس الإمبراطور خلفًا له.